# Megaparia venosa
Megaparia venosa là một loài ruồi trong họ Tachinidae.